# Aroevlagstaartijsvogel
De aroevlagstaartijsvogel (Tanysiptera hydrocharis) is een vogel uit de familie Alcedinidae (ijsvogels).

## Verspreiding en leefgebied
Deze soort komt voor in zuidelijk Nieuw-Guinea en op de Aru-eilanden.